# Лимаревка (Марковский район)
Ли́маревка (укр. Ли́марівка) — село в Марковском районе Луганской области Украины. Входит в Просянский сельский совет.
Население по переписи 2001 года составляло 134 человека. Почтовый индекс — 92420. Телефонный код — 6464. Занимает площадь 0,416 км². Код КОАТУУ — 4422587702.

## Местный совет
92420, Луганська обл., Марківський р-н, с. Просяне, вул. Кірова, 15  (укр.)